# Sanyo
Sanyo Electric Co., Ltd. (三洋電機株式会社, San'yō denki kabushiki-gaisha) est une entreprise japonaise d'électronique. Le mot Sanyo signifie trois océans, les océans Pacifique, Atlantique et Indien.

## Activité
Sanyo contrôle des compagnies de 136 groupes dans 27 pays et génère plus de 50 000 emplois directs et indirects. Sanyo est une entreprise à visée internationale et occupe les domaines suivants : la recherche et le développement, la fabrication et la vente dans la proximité géographique aux marchés.

### Énergie
Une des activités importantes de Sanyo concerne la production et le stockage d'énergie électrique.

#### Électricité solaire
Depuis la fin des années 1980, Sanyo produit des cellules photovoltaïques flexibles composées d'un film de silicium cristallin (en) recouvert d'une couche très fine de silicium amorphe. En 1990, l'avion solaire Sunseeker I traverse les États-Unis grâce à ses 700 cellules solaires fournies par Sanyo, qui sont alors à l'état de prototype.
En 2004, la société ouvre une usine de production de modules de production électrique solaires à Monterrey au Mexique, puis en 2005 une seconde en Hongrie, à Dorog,.

#### Accumulateurs
Sanyo est notamment l'inventeur de l'accumulateur nickel-hydrure métallique à faible auto-décharge, vendu depuis 2005 sous le nom Eneloop.

#### Batteries pour véhicules électriques
Dans son usine de Kasai au Japon, Sanyo développe et produit des batteries pour les véhicules électriques de plusieurs grands constructeurs d'automobiles : Ford, Honda, Volkswagen et PSA.

### Matériel audio et vidéo
Sanyo a sorti une gamme de baladeurs à cassette.

## Histoire
En novembre 2006, l'entreprise annonce des suppressions d'emplois et de lourdes pertes.
Le 7 novembre 2008, Panasonic annonce sa volonté de mener une OPA amicale sur Sanyo. Le chiffre d'affaires cumulé des deux entreprises atteint 96,2 milliards d'euros. L'intérêt de Sanyo réside dans sa position de champion sur le secteur des batteries vertes destinées aux voitures hybrides et électriques, un marché en pleine expansion, mais aussi dans les piles et les panneaux solaires, les cellules photovoltaïques, les batteries pour téléphones portables, les ordinateurs, les baladeurs numériques. Les trois principaux actionnaires sont Sumitomo Mitsui Banking, Daiwa Securities SMBC et Goldman Sachs,.

## Galerie

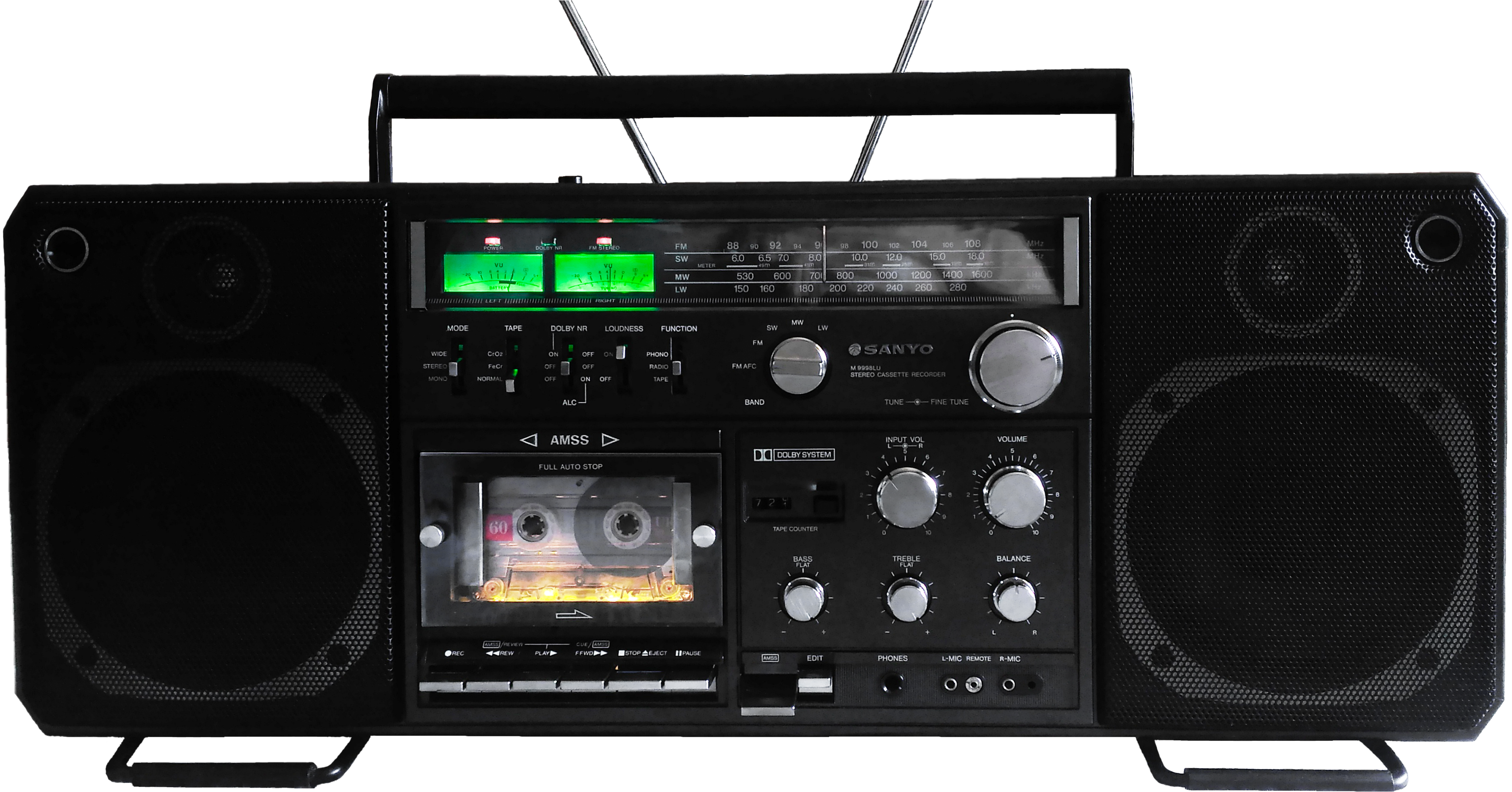
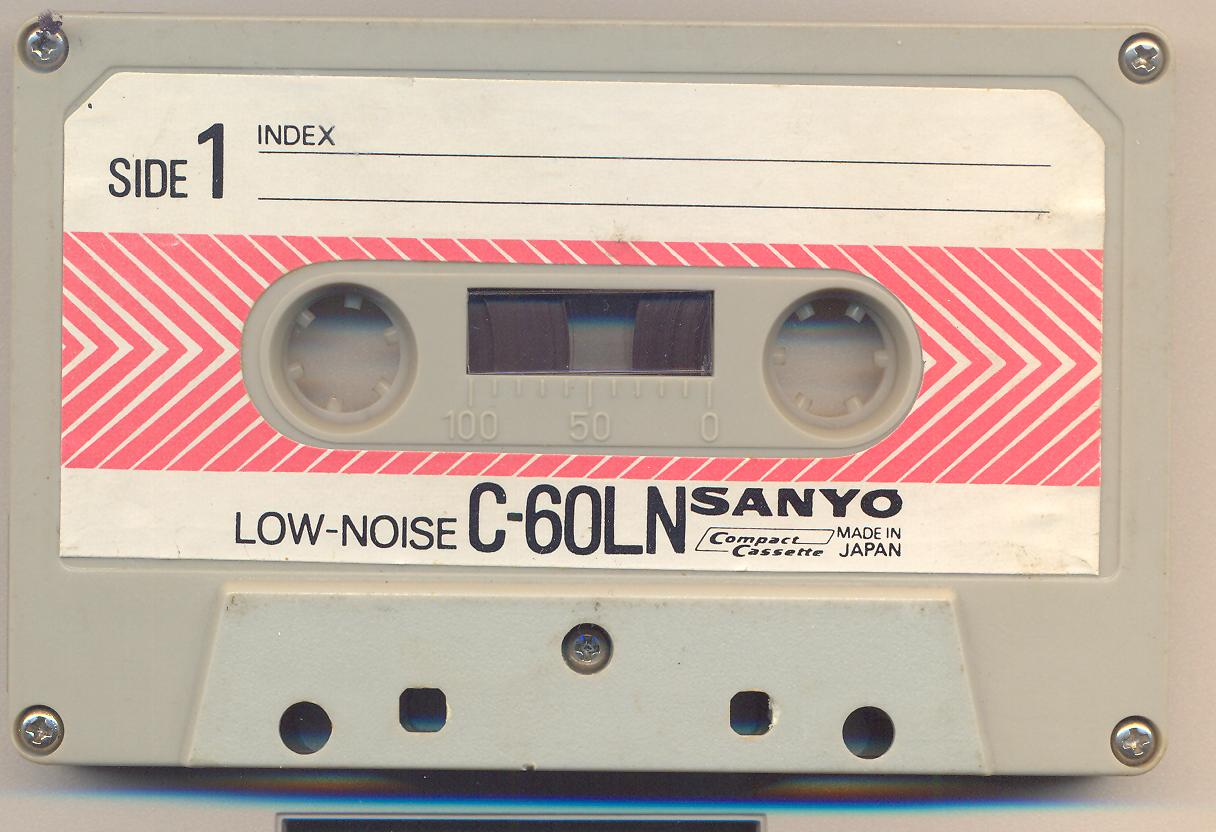
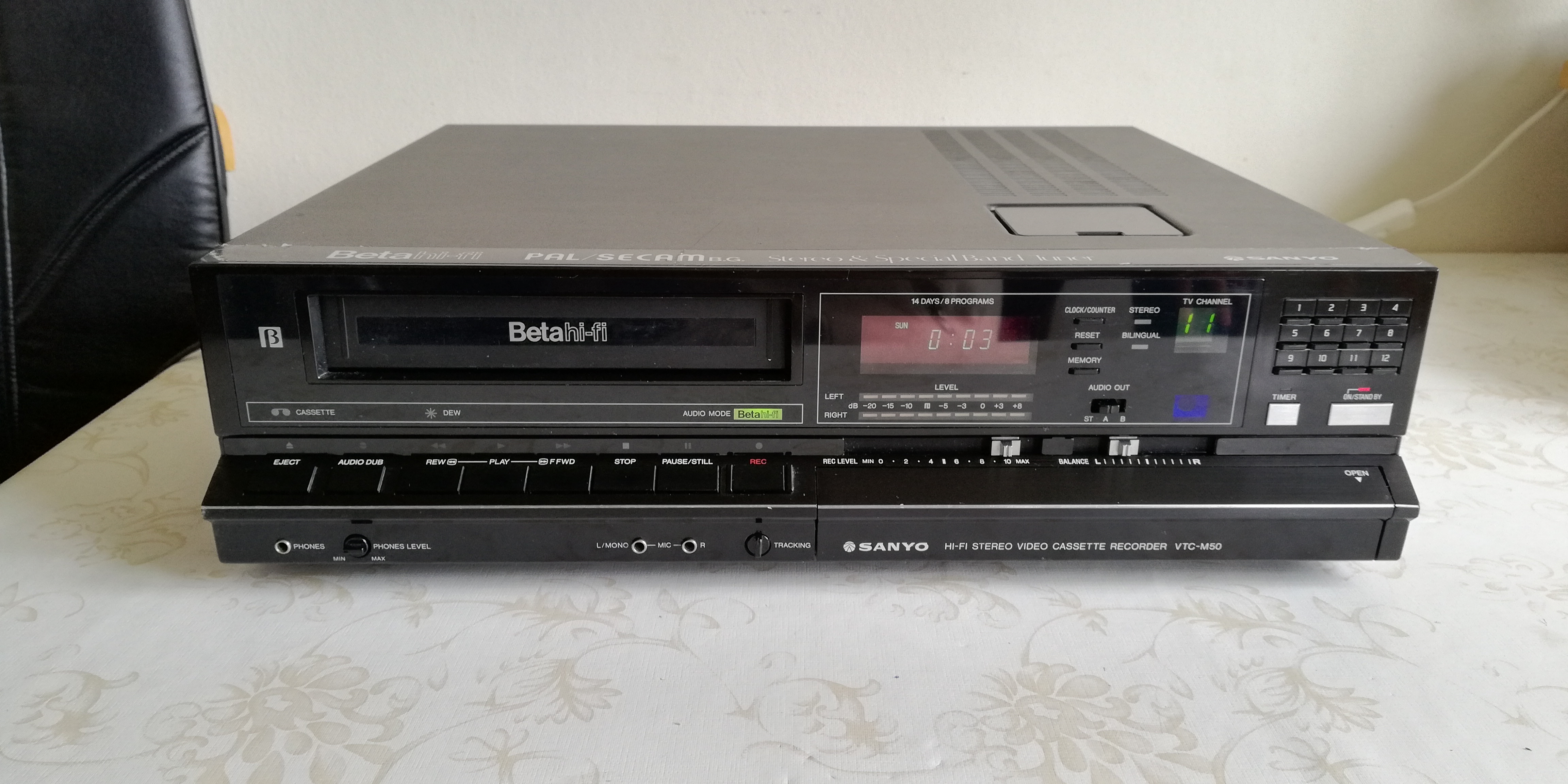
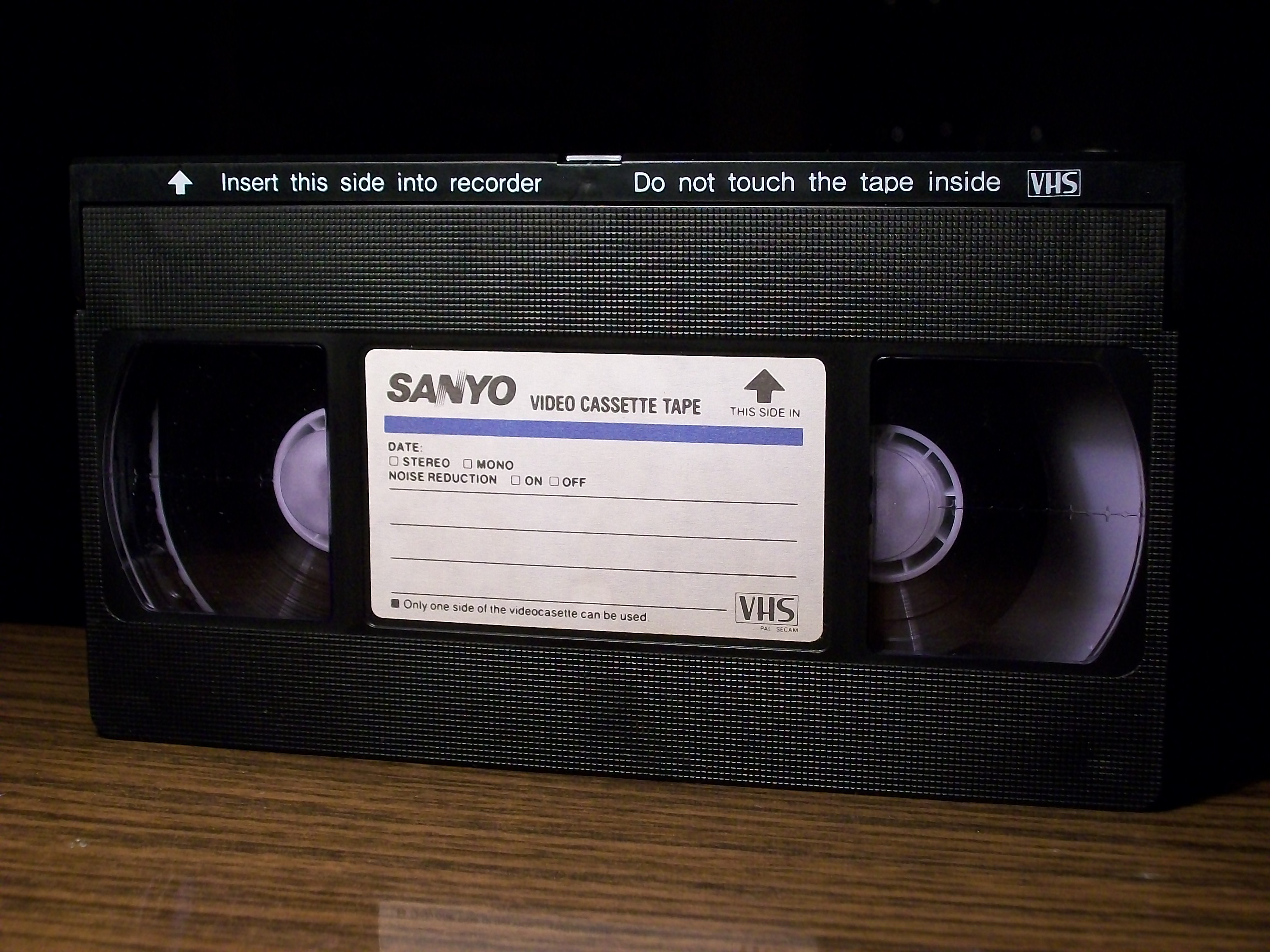
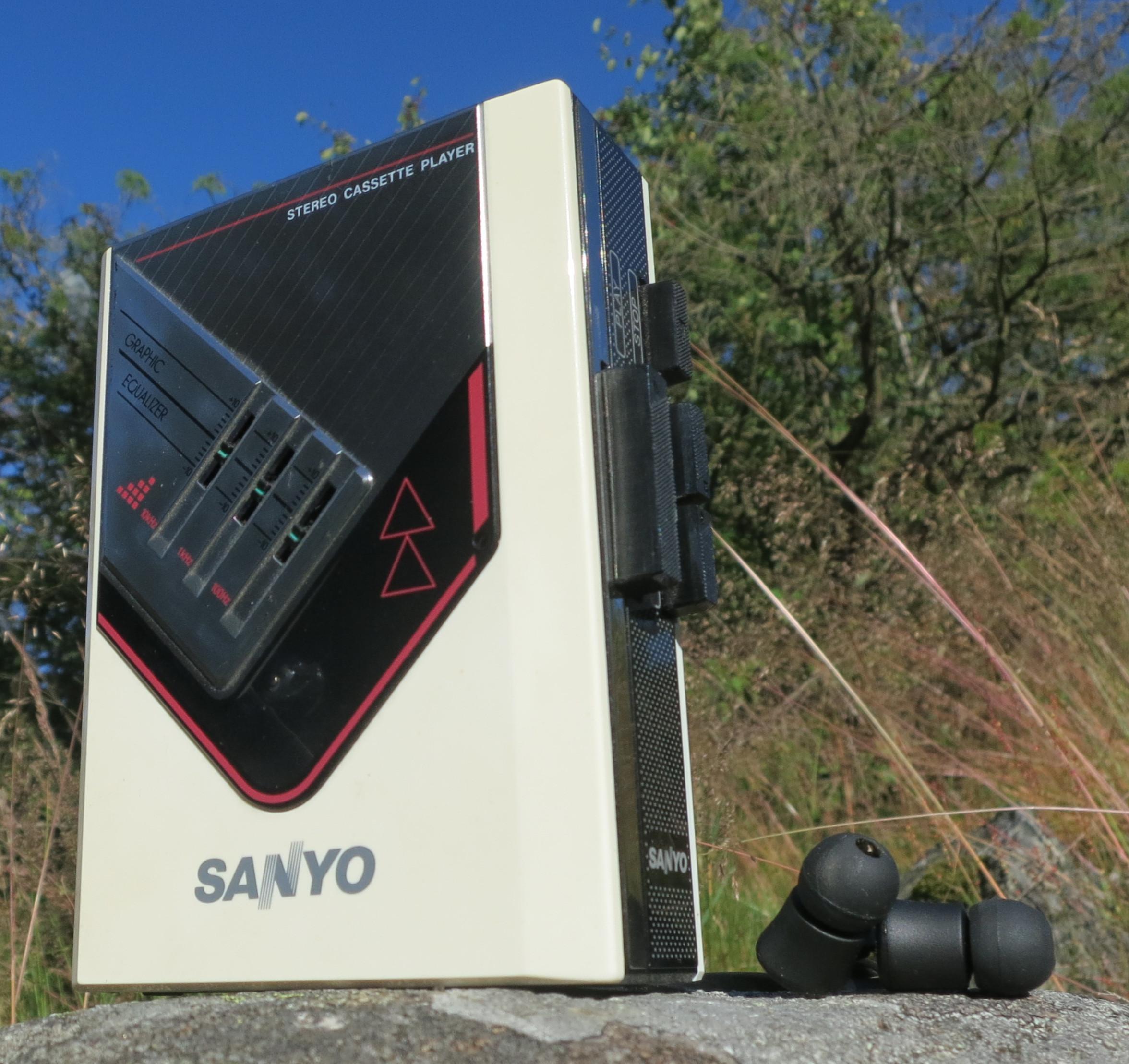

## Logo

Évolution du logo
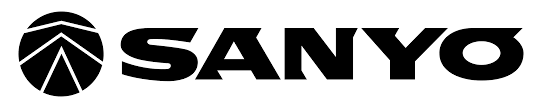
1976-1987
Depuis 1987